# Sprzysiężenie
Sprzysiężenie – powieść Stefana Kisielewskiego, debiut literacki znanego kompozytora i publicysty, opublikowana w 1946 i zaliczana do nurtu literatury obrachunków inteligenckich.
Kisielewski rozpoczął pisanie Sprzysiężenia w 1942 roku. Ukończony utwór sprzedał Władysławowi Ryńcy (uratowało to powieść przed zniszczeniem – podczas powstania warszawskiego egzemplarz autorski spłonął, ocalał natomiast ten posiadany przez Ryńcę). Książka została opublikowana w grudniu 1946 nakładem prywatnego wydawnictwa „Panteon” należącego do Ryńcy.

## Fabuła
Zygmunt, nadwrażliwy warszawski intelektualista, cierpi z powodu domniemanej impotencji, której przyczyn upatruje w – zawartym pochopnie z dwoma kolegami – porozumieniu, które nakazywało wyrzeczenia się doznań erotycznych, a oddaniu wszystkich swych sił twórczości. Sprzysiężenie dokucza mu tym bardziej, że poznaje piękną Tamarę, w której się zakochuje. Jako że jest ona Rosjanką, pogardzającą wszystkim co polskie, Zygmunt zrywa z nią kontakty. Po tym mężczyzna próbuje dowieść swej męskości, korzystając z usług prostytutek, ale i tu zawodzi. Lekarz, do którego się udaje, stwierdza jednak, że impotencja Zygmunta ma swe korzenie w psychice. Kilka kolejnych lat jest dla bohatera próbą charakteru. Cierpi z powodu swej słabości, oparcie znaleźć może tylko w ojcu i pracodawcy – radcy Gieysztorze (postać wzorowana na Jerzym Giedroyciu), z którymi toczy dyskusje o polityce. Zniechęcony szarzyzną codzienności, oddaje się abstrakcyjnym mrzonkom. Marzy, by zaszło coś, co nada sens jego życiu. Dlatego też z nadzieją myśli o nadchodzącej wojnie. Niestety, kampania wrześniowa obnaża wszystkie słabości polskiej armii, a wojna okazuje się zupełnie inna od tego, czego spodziewał się Zygmunt – jego udział jest właściwie nijaki, a Niemców spotyka już po kapitulacji. Nieoczekiwanie właśnie wtedy bohater doznaje spełnienia z – poznaną w drodze powrotnej – młodą wdową, która dopiero co straciła świeżo poślubionego męża.

## Odbiór
Pierwsze recenzje książki były negatywne – Antoni Gołubiew skrytykował powieść za nadmierny erotyzm i szkodliwość społeczną, uznał też, że autor odcina się w nim od Boga („Tygodnik Powszechny” 2, 1947). Publikacja utworu uznanego za pornograficzny spowodowała także, że Kisielewski został w styczniu 1947 zawieszony w pracy felietonisty katolickiego „Tygodnika Powszechnego” (funkcję tę objął na powrót po trzech miesiącach). Pozytywną recenzję Sprzysiężenia opublikował natomiast Jan Kott na łamach lewicowej „Kuźnicy”, chwaląc utwór za laickość i zdrowy cynizm. Kisielewski gwałtownie zaprotestował przeciwko temu, pisząc w listach do „Tygodnika Powszechnego”, że opinia Kotta ma charakter polityczny i ma na celu zdyskredytowanie go w środowisku katolickim. Jerzy Turowicz tymczasem w swojej recenzji uznał Sprzysiężenie za utwór pogański, prawie antykatolicki. Kontrowersje wokół utworu spowodowały jego dużą popularność – Kazimierz Koźniewski skomponował Rozmowę o Sprzysiężeniu z cytatów z utworu, natomiast na łamach „Odrodzenia” opublikowano poświęcony książce wiersz Konstantego Ildefonsa Gałczyńskiego (A jak to Sprzysiężenie/kupił pewien zboczeniec,/to w tramwaju z książką zemdlał/włosy mu stanęły dęba/i się zaraz nawrócił). Współcześni literaturoznawcy określają powieść mianem „antyklerkowskiej”.